# Studena Gora
Studena Gora este o localitate din comuna Ilirska Bistrica, Slovenia, cu o populație de 33 de locuitori.